# Rattus palmarum
Rattus palmarum là một loài động vật có vú trong họ Chuột, bộ Gặm nhấm. Loài này được Zelebor mô tả năm 1869.